# Highly Suspect
Highly Suspect es una banda de rock estadounidense formada en 2009 en Cabo Cod, Massachusetts, por los hermanos mellizos Rich y Ryan Meyer junto a su primo Mike Meyer y su mejor amigo Johnny Stevens. Todos juntos fueron a la Escuela Secundaria Regional Dennis-Yarmouth. Se mantuvieron como un trio desde sus inicios en 2009 hasta 2019, año en el que Matt Kofos se unió a la banda.

## Historia
Un año después de que Johnny Stevens se graduara del colegio (es un año mayor a los mellizos) empezó a vivir con los hermanos Meyer. Cuando descubrieron su pasión por la música se mudaron a Brooklyn donde grabaron su primer EP, The Worst Humans, junto al productor Joel Hamilton (quien había trabajado junto a Elvis Costello, The Black Keys y Wu-Tang Clan, entre otros).
En 2014 fueron teloneros de artistas como My Morning Jacket y Grizzly Bear, y participaron del festival Lollapalooza. y en 2015 otros festivales como el South by Southwest o el Bonnaroo.
A principios de 2015 hicieron una gira por Estados Unidos, donde tocaron junto a Deftones, Chevelle, Halestorm, Catfish and the Bottlemen y Scott Weiland.
Su primer álbum de estudio, Myster Asylum, fue lanzado el 17 de junio de 2015. Lydia, el primer corte de difusión del álbum, fue premiado por MTV. Además ganaron el premio al Artista Nuevo elegido por iTunes. La banda está actualmente nominada a dos premios Grammy: Myster Asylum como mejor álbum de rock y Lydia como mejor canción de rock.

## Sonido
En sus primeros años la banda versionaba canciones de diferentes artistas como Bob Seger o Bob Marley. El cantante de la banda Johnny Stevens declaró que Stone Temple Pilots es su mayor influencia. Su sonido fue comparado al de Chris Cornell, Queens of the Stone Age, Kings of Leon, Band of Skulls y Royal Blood. Además, su estilo grunge los llevó a comparaciones con Nirvana y Soundgarden.

## Miembros
- Johnny Stevens: voz, guitarra, sintetizador (2009 - presente)
- Ryan Meyer: batería y coros (2009 - presente)
- Rich Meyer: bajo y coros (2009 - presente)
- Matt Kofos: guitarra y coros (2019 - presente)

## Discografía

### Álbumes
- 2015: Mister Asylum
- 2016: The Boy Who Died Wolf
- 2019: MCID
- 2022: The Midnight Demon Club
- 2024: As Above, So Below

### EP
- 2012: The Worst Humans EP

### Sencillos
| Año  | Título         | Máxima posición alcanzada | Máxima posición alcanzada | Máxima posición alcanzada | Máxima posición alcanzada | Máxima posición alcanzada | Álbum         |
| Año  | Título         | US Alt.                   | US Main. Rock             | US Rock Air.              | US Digital                | US Rock                   | Álbum         |
| ---- | -------------- | ------------------------- | ------------------------- | ------------------------- | ------------------------- | ------------------------- | ------------- |
| 2015 | "Lydia"        | 24                        | 5                         | 15                        | 50                        | 26                        | Mister Asylum |
| 2015 | "Bloodfeather" | —                         | 10                        | 32                        | —                         | —                         | Mister Asylum |

## Premios y nominaciones

### Premios Grammy
| Año  | Nominado         | Galardón              | Resultado | Ref. |
| ---- | ---------------- | --------------------- | --------- | ---- |
| 2016 | Myster Asylum    | Mejor álbum de rock   | Nominado  |      |
| 2016 | Lydia            | Mejor canción de rock | Nominado  |      |
| 2017 | My Name Is Human | Mejor canción de rock | Nominado  |      |